# Michael Nerlich (Mediziner)
Michael Nerlich (* 24. April 1953 in Landshut) ist ein deutscher Orthopäde und Unfallchirurg. Er war 2015 Präsident der Deutschen Gesellschaft für Unfallchirurgie (DGU) sowie der Deutschen Gesellschaft für Orthopädie und Unfallchirurgie (DGOU).

## Leben
Nach dem Studium der Humanmedizin (1972–1978) an der Ludwig-Maximilians-Universität in München, das er 1979 mit der Promotion mit der Dissertation Langzeitergebnisse der operativen Behandlung von Frakturen am oberen Sprunggelenk abschloss, begann Michael Nerlich seine Facharztausbildung im Zentrum Chirurgie der Unfallchirurgischen Klinik an der Medizinischen Hochschule Hannover (MHH), die er 1985 mit dem Facharzt für Chirurgie/Unfallchirurgie abschloss. Von 1981 bis 1982 erfolgte ein Forschungsaufenthalt an der University of California in Davis, USA. 1986 war Nerlich Fellow an der Klinik und Poliklinik für Orthopädische Chirurgie, Inselspital, Universität Bern. Von 1986 bis 1992 war er an der Unfallchirurgischen Klinik der MHH Oberarzt, wo er sich 1987 habilitierte.
Nerlich wurde 1992 auf eine Professur für Unfallchirurgie am Universitätsklinikum Regensburg (UKR) berufen, zunächst als Leiter der ersten eigenständigen Abteilung für Unfallchirurgie in Bayern und später als Direktor der Klinik und Poliklinik für Unfallchirurgie. Von 2012 bis April 2019 war Michael Nerlich auch Direktor der Klinik für Unfallmedizin am Caritas-Krankenhaus St. Josef in Regensburg, deren Schwerpunkt im Bereich der Alterstraumatologie liegt. Er ist seit 2001 Sportmediziner und seit 2007 Facharzt für Orthopädie.

## Forschung
Die Forschungsschwerpunkte von Michael Nerlich sind Frakturheilung, Sportmedizin, Notfallmedizin, Rettungswesen, Schwerverletzten- und Polytrauma-Versorgungsforschung, Biomechanik, Tissue Engineering sowie Teleradiologie.

## Funktionen
1995 gründete Michael Nerlich das Rettungszentrum Regensburg e. V. (RZR) und ist seitdem dessen ehrenamtlicher Vorsitzender. Er war von 2003 bis 2011 Präsident der International Society for Telemedicine and eHealth (IsfTeH) und ist seit 2007 Vorstandsvorsitzender des Forums MedTech-Pharma e. V. Nerlich leitet seit 1998 die Forschungsgruppe AARU (Audi Accident Research Unit).
2009 war Michael Nerlich Initiator des FIFA Medical Centre of Excellence Regensburg, eines von wenigen medizinischen Zentren, mit denen die FIFA weltweit ein Experten-Netzwerk für Fußballmedizin aufbauen möchte. Zudem ist Nerlich Trustee der internationalen Arbeitsgemeinschaft für Osteosynthese (AO Foundation). Seit 2012 wird am Universitätsklinikum Regensburg unter der Leitung von Nerlich die BMBF-Studie POLYQUALY (Versorgungsforschung) durchgeführt. Im selben Jahr war Nerlich Vorsitzender der Vereinigung der Bayerischen Chirurgen e. V. (VBC)  und holte die 89. Jahrestagung der Vereinigung im Juli 2012 nach Regensburg.
Nerlich ist u. a. Mitglied der Deutschen Gesellschaft für Unfallchirurgie. Für 2015 wurde er zum Präsidenten der Deutschen Gesellschaft für Unfallchirurgie (DGU) sowie zum Präsidenten der Deutschen Gesellschaft für Orthopädie und Unfallchirurgie (DGOU) gewählt. Im Oktober 2015 hat er den Deutschen Kongress für Orthopädie und Unfallchirurgie (DKOU) in Berlin geleitet.

## Auszeichnungen
- 2015: Albertus-Magnus-Medaille, Stadt Regensburg

## Ausgewählte Publikationen
- Bernhard Weigel, Michael L. Nerlich: Praxisbuch Unfallchirurgie. Springer; Auflage: 2. Aufl. 2011, ISBN 978-3-642-10788-7.

- T. Dienstknecht, A. Berner, A. Lenich, M. Nerlich, B. Fuechtmeier: A minimally invasive stabilizing system for dorsal pelvic ring injuries. In: Clin Orthop Relat Res, 2011 Nov, 469(11), S. 3209–3217, PMID 21607750, doi:10.1007/s11999-011-1922-y, Epub 2011 May 24.
- F. Mueller, B. Fuechtmeier, B. Kinner, M. Rosskopf, C. Neumann, M. Nerlich, C. Englert: Occipital condyle fractures. Prospective follow-up of 31 cases within 5 years at a level 1 trauma centre. In: Eur Spine J, 2012 Feb, 21(2), S. 289–294, PMID 21833573, doi:10.1007/s00586-011-1963-7, Epub 2011 Aug 11.
- M. B. Mueller, T. Blunk, B. Appel, A. Maschke, A. Goepferich, J. Zellner, C. Englert, L. Prantl, R. Kujat, M. Nerlich, P. Angele: Insulin is essential for in vitro chondrogenesis of mesenchymal progenitor cells and influences chondrogenesis in a dose-dependent manner. In: Int Ortho, 2013 Jan, 37(1), S. 153–158, PMID 23229799, doi:10.1007/s00264-012-1726-z. Epub 2012 Dec 11.
- C. K. Boese, M. Nerlich, S. M. Klein, A. Wirries, S. Ruchholtz, P. Lechler: Early magnetic resonance imaging in spinal cord injury without radiological abnormality in adults: a retrospective study. In: The Journal of Trauma and Acute Care Surgery, 2013 Mar, 74(3), S. 845–848, PMID 23425746, doi:10.1097/TA.0b013e31828272e9.
- M. Huber, C. Eder, M. Mueller, R. Kujat, C. Roll, M. Nerlich, L. Prantl, S. Gehmert: Temperature profile of radiofrequency probe application in wrist arthroscopy: monopolar versus bipolar. In: Arthroscopy. 2013 Apr, 29(4), S. 645–652, PMID 23380231, doi:10.1016/j.arthro.2012.11.006. Epub 2013 Feb 4.
- J. Zellner, P. Angele, F. Zeman, R. Kujat, M. Nerlich: Is the transplant quality at the time of surgery adequate for matrix-guided autologous cartilage transplantation? A pilot study. In: Clin Orthop Relat Res, 2013 Sep, 471(9), S. 2852–2861, PMID 23553069, doi:10.1007/s11999-013-2958-y.
- C. Englert, J. Zellner, M. Koller, M. Nerlich, A. Lenich: Elbow dislocations: a review ranging from soft tissue injuries to complex elbow fracture dislocations. In: Adv Orthop, 2013, 2013: 951397, PMID 24228180, doi:10.1155/2013/951397. Epub 2013 Oct 21.
- J. Zellner, K. Hierl, M. Mueller, C. Pfeifer, A. Berner, T. Dienstknecht, W. Krutsch, S. Geis, S. Gehmert, R. Kujat, S. Dendorfer, L. Prantl, M. Nerlich, P. Angele: Stem cell-based tissue-engineering for treatment of meniscal tears in the avascular zone. In: J Biomed Mater Res B Appl Biomater. 2013 Oct, 101(7), S. 1133–1142, PMID 23564690, doi:10.1002/jbm.b.32922. Epub 2013 Apr 6.
- T. Dienstknecht, M. Müller, R. Sellei, M. Nerlich, C. Pfeifer, W. Krutsch, B. Fuechtmeier, A. Berner: Percutaneous screw placement in acetabular posterior column surgery: gender differences in implant positioning. In: Injury, 2014 Apr, 45(4), S. 715–720, PMID 24182644, doi:10.1016/j.injury.2013.10.007. Epub 2013 Oct 15.
- M. Loibl, L. Stoyanov, C. Doenitz, A. Brawanski, P. Wiggermann, W. Krutsch, M. Nerlich, M. Oszwald, C. Neumann, B. Salzberger, F. Hanse: Outcome-related co-factors in 105 cases of vertebral osteomyelitis in a tertiary care hospital. In: Infection, 2014 Jun, 42(3), S. 503–510, PMID 24446233, doi:10.1007/s15010-013-0582-0. Epub 2014 Jan 21.